# Ma Guoqiang
Ma Guoqiang (en chino simplificado; 马国强, en chino tradicional: 馬國強, noviembre de 1963) es un político, ingeniero y ejecutivo de negocios chino. Se desempeñó como Subsecretario del Partido Comunista de la provincia de Hubei y Secretario del Partido Comunista de Wuhan, la capital de Hubei, de 2018 a 2020. Anteriormente, Ma fue presidente del Grupo Baowu, el mayor productor de acero de China. Es miembro suplente del 19.º Comité Central del Partido Comunista de China y fue delegado en el 8.º Congreso Nacional del Pueblo.

## Biografía

### Primeros años y educación
Ma nació en Dingzhou, Hebei, China, en noviembre de 1963. Es miembro del grupo étnico Hui.
En septiembre de 1980, ingresó al Instituto de Tecnología de Huazhong (ahora Universidad de Ciencia y Tecnología de Huazhong), especializándose en gestión de materiales e ingeniería. En septiembre de 1984 ingresó a la escuela de posgrado del Instituto de Hierro y Acero de Beijing (ahora Universidad de Ciencia y Tecnología de Beijing) y se unió al Partido Comunista de China en diciembre de 1985. Después de obtener su maestría en 1986, el instituto lo contrató como miembro de la facultad. En septiembre de 1991, fue enviado a Alemania para estudiar en la Universidad RWTH Aachen con una beca del gobierno. Regresó a China en septiembre de 1993 y continuó enseñando en la Universidad de Ciencia y Tecnología de Beijing.

### Carrera en Baowu
Ma comenzó a trabajar en el Baosteel de Shanghái en julio de 1995 y se convirtió en director del Departamento de Planificación y Finanzas en 1999. Se convirtió en subdirector general de Baosteel en marzo de 2001 y fue ascendido a gerente general en abril de 2009. En julio de 2013, fue nombrado gerente general de Wuhan Iron and Steel Corporation. Fue elevado a su presidente y secretario del partido en mayo de 2015. Cuando Baosteel y Wuhan Steel se fusionaron para formar Baowu Steel en octubre de 2016, fue nombrado presidente y secretario del partido de la nueva compañía, la mayor siderúrgica de China.

### Carrera política
Ma fue delegado en el 8.º Congreso Nacional del Pueblo (1993-1998). Fue elegido miembro suplente del XIX Comité Central del Partido Comunista de China en 2017. En marzo de 2018, fue transferido de Baowu al gobierno provincial de Hubei y nombrado subsecretario del partido de la provincia. El 20 de julio de 2018, recibió el nombramiento adicional como secretario del partido de Wuhan, el principal funcionario de la ciudad. El puesto había estado vacante durante cuatro meses desde que su predecesor Chen Yixin fue transferido al gobierno nacional.
Durante el brote de coronavirus 2019-2020, los residentes de Wuhan criticaron a Ma y su subordinado, el alcalde Zhou Xianwang, por su lenta respuesta a la epidemia. En una entrevista con la Televisión Central de China el 27 de enero de 2020, Zhou admitió que el gobierno de la ciudad no había revelado rápidamente la información sobre el brote y ofreció renunciar, aunque agregó que "es una enfermedad infecciosa, y la información relevante debe divulgarse de acuerdo con la Ley. Como gobierno local, solo podemos divulgar información después de ser autorizados." Cuando Ma fue entrevistado por el presentador de televisión Bai Yansong cuatro días después, expresó sus sentimientos de "arrepentimiento y culpa".
El 13 de febrero de 2020, Ma fue destituido de sus cargos como subsecretario del Partido Comunista de Hubei y secretario del partido comunista de Wuhan. Fue sucedido por Wang Zhonglin, secretario del partido comunista de Jinan.